# 横須賀市消防局

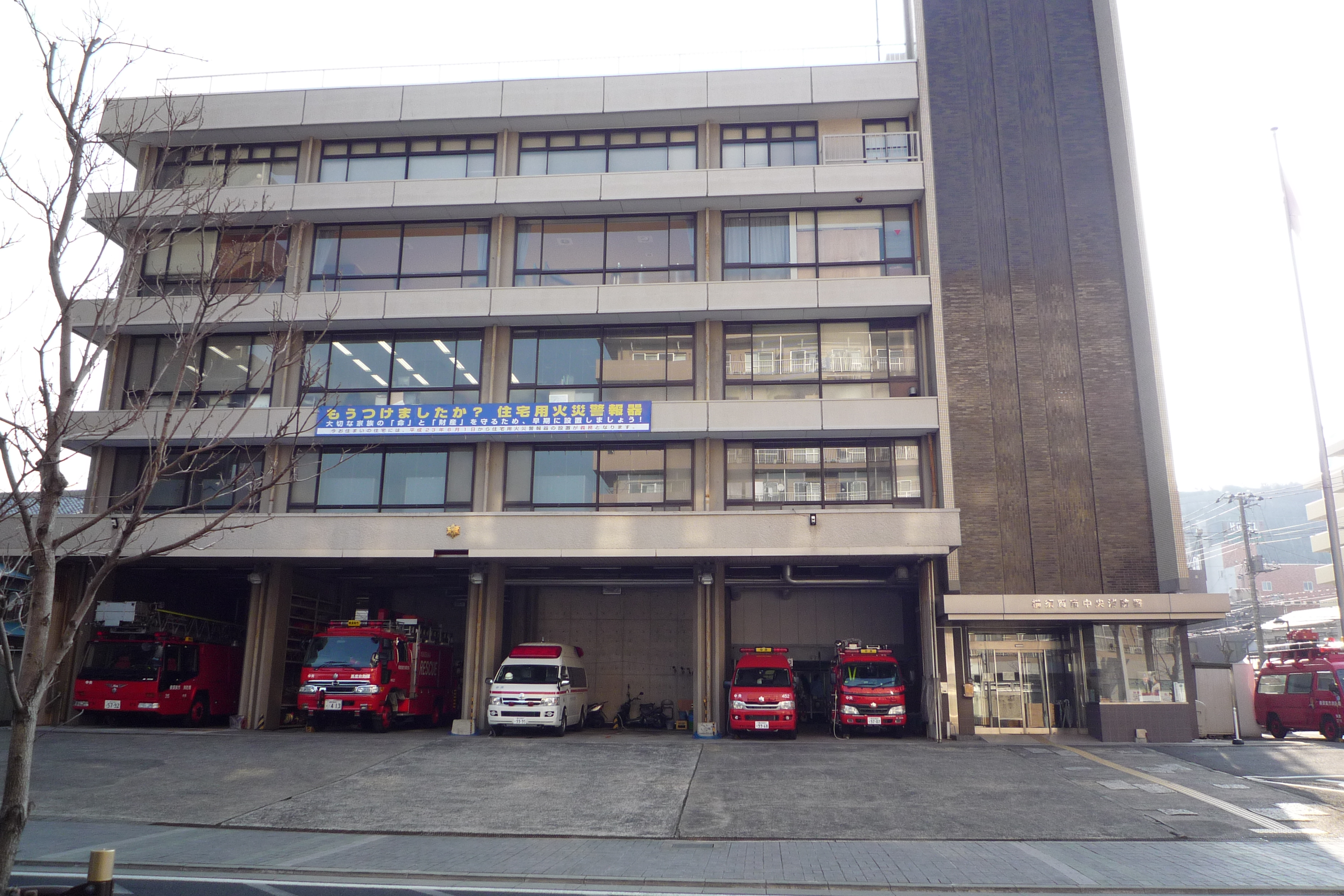
中央消防署

横須賀市消防局（よこすかししょうぼうきょく）は、神奈川県横須賀市の消防部局（消防本部）。管轄区域は横須賀市全域及び三浦市全域。

## 概要
- 消防局本部：神奈川県横須賀市小川町11番地
- 管内面積：132.88km2
- 職員定数：504人
- 消防署4カ所、分署1カ所、出張所10カ所、派遣所1カ所
- 主力機械（2019年4月1日現在）[1]
  - 消防ポンプ車：11
  - 小型水槽付ポンプ車：13
  - 消防タンク車：1
  - 救急車：21
  - 梯子車：3
  - 屈折梯子車：1
  - 化学車：2
  - 救助工作車：5
  - 排煙高発泡車：1
  - 総合指揮車：1
  - 方面指揮隊車：4
  - 指揮隊車：4
  - 火災調査車：1
  - 災害対策車：1
  - 水槽車：1
  - 谷戸対策車：3
  - 広報車：3
  - 査察車：9
  - 資材搬送車：5
  - 人員搬送車：6
  - 起震車：1
  - 救援車：2
  - 乗用車：1
  - 原動機付自転車：19

## 沿革
- 1943年（昭和18年）1月15日 官設消防として、神奈川県横須賀消防署を設置する。
- 1948年（昭和23年）3月7日 自治体消防として横須賀市消防本部を設置し、横須賀第一消防署、横須賀第二消防署、小川町・船越・逗子・浦賀・久里浜各出張所を開設する。
- 1950年（昭和25年）
  - 7月1日 逗子町（現：逗子市）の分立に伴い、逗子出張所は逗子町消防本部（現：逗子市消防本部）となる。
  - 12月20日 第一消防署で救急業務を開始する。
  - 12月29日 大津出張所を開設する。
- 1953年（昭和28年）12月1日 追浜出張所を開設する。
- 1954年（昭和29年）7月1日 横須賀第一消防署を米が浜消防署に、横須賀第二消防署を衣笠消防署に改称し、船越出張所が田浦消防署に昇格し、3署体制となる。
- 1956年（昭和31年）6月18日 坂本出張所を開設する。
- 1960年（昭和35年）
  - 1月25日 田浦消防署が現在地に新築移転する。
  - 6月20日 衣笠消防署で救急業務を開始する。
- 1963年（昭和38年）4月1日 武山出張所を開設する。
- 1965年（昭和40年）11月1日 衣笠消防署が現在地に新築移転する。
- 1966年（昭和41年）8月1日 田浦消防署で救急業務を開始する。
- 1969年（昭和44年）4月1日 浦賀出張所で救急業務を開始する。
- 1972年（昭和47年）
  - 4月1日 武山出張所を西部出張所に改称する。
  - 9月1日 西部出張所で救急業務を開始する。
- 1973年（昭和48年）12月22日 消防本部新庁舎が竣工する。（米が浜消防署併設）
- 1975年（昭和50年）4月1日 平作出張所を開設する。
- 1978年（昭和53年）4月1日 野比出張所を開設する。
- 1981年（昭和56年）10月1日 平作出張所で救急業務を開始する。
- 1984年（昭和59年）
  - 3月31日 消防総合訓練センターが完成する。
  - 4月1日 長瀬派遣所を開設し、浦賀出張所の救急隊を移管する。
- 1985年（昭和60年）4月1日 西部出張所が西部分署に昇格する。
- 1987年（昭和62年）10月12日 田浦消防署新庁舎が竣工する。
- 1990年（平成2年）3月15日 衣笠消防署新庁舎が竣工する。
- 1991年（平成3年）8月1日 坂本出張所で救急業務を開始する。
- 1993年（平成5年）4月1日 市内初の高規格救急車を米が浜消防署に配備する。同年9月27日には衣笠消防署に配備する。
- 1994年（平成6年）
  - 3月1日 長浦出張所を開設し、小川町出張所を廃止する。
  - 4月1日 米が浜消防署を中央消防署に、田浦消防署を北部消防署に、衣笠消防署を南部消防署に改称する。
- 1995年（平成7年）3月8日 高規格救急車を北部消防署に配備する。
- 1997年（平成9年）4月1日 横須賀市消防本部を横須賀市消防局に改称する。北部消防署を北消防署に、南部消防署を南消防署に、西部分署を西分署に改称する。
- 1998年（平成10年）5月1日 消防隊の救急支援出場を本格運用開始する。
- 1999年（平成11年）9月9日 救命消防隊（愛称：EMU（エミュー））を運用開始する。
- 2000年（平成12年）4月1日 野比出張所で救急業務を開始する。
- 2002年（平成14年）
  - 4月1日 消防局新庁舎が現在地に竣工し、業務を開始する。大津出張所で救急業務を開始する。
  - 4月10日 消防局庁舎に横須賀市市民防災センター（愛称：あんしんかん）を開設する。
- 2004年（平成16年）4月1日 長浦出張所で救急業務を開始する。
- 2005年（平成17年）2月22日 大津出張所の改修工事が終了し、三春町出張所に改称する。
- 2007年（平成19年）8月1日 高度救助隊が発足する。
- 2009年（平成21年）10月1日 インドネシア共和国スマトラ島沖地震災害に国際消防救助隊を派遣する。
- 2011年（平成23年）
  - 3月11日 東北地方太平洋沖地震に伴う東日本大震災に緊急消防援助隊を派遣する。
  - 4月1日 湘南国際村出張所を開設し、消防・救急業務を開始する。
- 2012年（平成24年）4月1日 浦賀出張所で救急業務を開始する。
- 2013年（平成25年）4月1日 三浦市消防本部との通信指令共同運用を開始する。
- 2015年（平成27年）4月1日 葉山町消防本部との通信指令共同運用を開始する。
- 2017年（平成29年）4月1日 三浦市の常備消防事務を受託し、広域消防の運用を開始する。
  - 三浦市消防本部は2017年3月31日をもって閉庁し、横須賀市消防局へ統合する。
  - 横須賀市消防局は横須賀市三浦消防署を加え4署体制となる。
  - 三浦市の常備消防事務受託に伴う消防署所の名称変更は以下のとおり。
    - 三浦市消防署 → 横須賀市三浦消防署
    - 三浦市消防署引橋分署 → 三浦消防署本署に統合
    - 三浦市消防署三崎分署 → 三浦消防署三崎出張所

## 組織
- 本部 - 総務課、予防課、警防課、救急課、指令課
  - 消防総合訓練センター（長瀬3-1-4） - 総務課の出先機関
- 消防署

## 消防署
| 消防署     | 住所                    | 分署                 | 出張所                                                                                                   | 派遣所                 |
| ---------- | ----------------------- | -------------------- | --- | ---------------------- |
| 中央消防署 | 米が浜通二丁目15番地    | なし                 | 坂本：坂本町一丁目19番地 平作：平作八丁目16番3号 三春町：三春町四丁目28番地                              | なし                   |
| 北消防署   | 船越町一丁目59番地      | なし                 | 追浜：夏島町7番地 長浦：長浦町二丁目45番地                                                               | なし                   |
| 南消防署   | 森崎一丁目8番30号       | 西：長坂一丁目4番5号 | 浦賀：西浦賀一丁目18番1号 久里浜：久里浜七丁目1番10号 野比：野比一丁目25番3号 湘南国際村：秋谷3739番地13 | 長瀬：長瀬三丁目4番1号 |
| 三浦消防署 | 三浦市初声町下宮田5番地 | なし                 | 三崎：三浦市三崎三丁目12番21号                                                                           | なし                   |